# Canthidium cupreum
Canthidium cupreum är en skalbaggsart som beskrevs av Blanchard 1846. Canthidium cupreum ingår i släktet Canthidium och familjen bladhorningar. Inga underarter finns listade.